# Klaus Lang (Komponist)

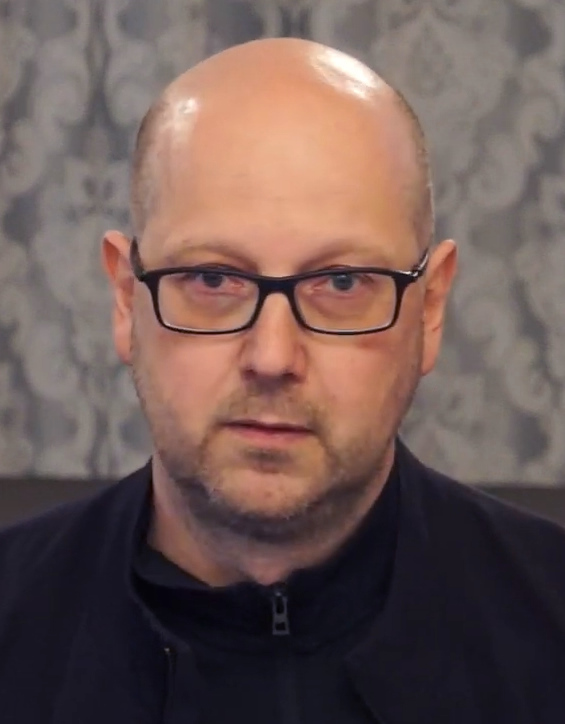
Klaus Lang (Oktober 2019)

Klaus Lang (* 26. April 1971 in Graz) ist ein österreichischer Komponist, Organist und Improvisator.

## Leben
Klaus Lang studierte Komposition, Musiktheorie und Orgel an der Universität für Musik und darstellende Kunst Graz, seine Lehrer waren Hermann Markus Preßl, Beat Furrer und Younghi Pagh-Paan. Er unterrichtet seit 2006 als Professor für Komposition an der Universität für Musik und darstellende Kunst Graz und lebt in Steirisch Lassnitz (Bezirk Murau, Obersteiermark). Regelmäßig ist er Dozent für Komposition bei Kursen und Meisterklassen wie Darmstädter Ferienkurse für neue Musik, Klangspuren Schwaz, Composition Academy Kalv/Schweden oder Reykjavik Nordic Musik Days.

## Werke
Klaus Langs Werke umfassen das gesamte Spektrum von Solostücken über Kammermusik bis hin zu Orchesterwerken und Opern.
Er erhielt Kompositionsaufträge von zahlreichen renommierten Festivals für neue Musik wie steirischer herbst, Wien Modern, Darmstädter Ferienkurse für neue Musik, Eclat Stuttgart, Maerzmusik Berlin, Osterklang Innsbruck, Tage zeitgemäßer Musik Bludenz, Musikmonat Basel, Monday Evening Concerts Los Angeles, Takefu Festival Japan, Stockholm New Music Festival, Lucerne Festival und Wittener Tage für neue Kammermusik. Musiktheaterarbeiten schrieb er u. a. für die Oper Bonn, das Tiroler Landestheater, das Hebbeltheater Berlin, das Theater Aachen und die Münchener Biennale. Ensembles wie das Klangforum Wien, das Arditti Quartett, das ensemble intercontemporain, das Ensemble die reihe, het nieuw ensemble Amsterdam, die Chöre und Orchester des WDR und des SWR sowie die Wiener Symphoniker, das BBC Scottish Symphony Orchestra, das Deutsche Symphonie-Orchester Berlin, Solisten wie Yaron Deutsch, Wolfgang Kogert, Iveta Apkalna, Tamriko Kordzaia und viele andere haben Werke Klaus Langs aufgeführt.
Einen besonderen Schwerpunkt bildet seine Arbeit auf dem Gebiet der Oper (z. B.: königin ök, die perser., fichten., Buch Asche.). Beständig auf der Suche nach neuen Formen von Musiktheater verbindet ihn eine langjährige Zusammenarbeit mit der Bühnenbildnerin und Raumkünstlerin Claudia Doderer. Seit 2012 rege Zusammenarbeit mit der österreichischen Medienkünstlerin Sabine Maier, die durch ihre analogen Bühneninszenierungen faszinierende Raumkonstruktionen schafft.
Als Auftragswerk der Bayreuther Festspiele, finanziert durch die Ernst von Siemens Musikstiftung, komponierte Lang die Oper Der verschwundene Hochzeiter, für die er auch das Libretto schrieb. Die Uraufführung fand am 24. Juli 2018 im Bayreuther Kulturzentrum Reichshof statt. Die Musik ist auf die Sekunde genau durchgetaktet und wird deshalb nicht von einem Dirigenten koordiniert, sondern von digitalen Metronomen auf Bildschirmen im Zuschauerraum.
Neben seiner künstlerischen Arbeit hat Klaus Lang eine große Anzahl an Beiträgen für Zeitschriften oder Lexika (z. B.: positionen, KunstMusik, Grove) verfasst und eine Arbeit mit dem Titel Auf Wohlklangswellen durch der Töne Meer zum Thema historische Stimmungen veröffentlicht.
Zahlreiche seiner Werke wurden auf CDs und LPs (u. a. bei den Labels KAIROS, col legno, Cantate, God Records, Another Timbre und Durian Records) eingespielt.

## Auszeichnungen
- 1998 Musikwerktage Baden bei Zürich: Composer in Residence[7]
- 1999 KomponistInnenforum Mittersill: Composer in Residence[7]
- 2007 Erste-Bank-Kompositionspreis[7]
- 2010 Andrzej-Dobrowolski-Preis[8]
- 2013 Festival „Radical Tehran“ (Iran): Jalal-Sattari-Award[7]
- 2020 Outstanding Artist Award für Musik[9]
- 2022 klub katarakt Hamburg: Composer in Residence

## Trivia
Der Komponist erhielt am Beginn der Amtszeit von Präsident Trump – ohne Begründung – kein Visum zur Einreise in die USA, um wie beabsichtigt am 3. März 2017 in Los Angeles der Aufführung seiner Messe missa beati pauperes spiritu beizuwohnen. Er äußerte die Überzeugung, dass der Grund darin liege, dass er vier Jahre davor im Iran gewesen sei.